# Emma Picard
Emma Picard, née le 29 mars 1999, est une joueuse de pétanque française. 

## Palmarès

### Jeunes[1]
Championne d'Europe espoirs
- Triplette 2018 (avec Céline Lebossé, Caroline Bourriaud et Alison Rodriguez) :  Équipe de France
- Triplette 2019 (avec Céline Lebossé, Caroline Bourriaud et Alison Rodriguez) :  Équipe de France

### Séniors

#### Championnats du Monde
Finaliste
- Triplette 2021 (avec Cindy Peyrot, Charlotte Darodes et Anna Maillard) :  Équipe de France[2]

Troisième
- Tir de précision 2021 :  Équipe de France[3]